# Prefrontale cortex
De prefrontale cortex of cortex praefrontalis is een gebied in de hersenen, gelegen in het voorste gedeelte van de frontale kwabben vóór de motorische schors.

## Anatomie
Doorgaans verdeelt men de prefrontale cortex in een dorsaal deel (bovenaan gelegen), een ventraal deel (onderaan gelegen) en de cortex orbitofrontalis. Deze laatste is het deel vlak boven de ogen. Binnen deze drie gebieden kan men nog een tweede indeling maken in een lateraal (opzij gelegen) deel en een mediaal (middenin gelegen) deel. Zo komt men tot een totaal van zes gebieden. Dit zijn achtereenvolgens de cortex orbitofrontalis lateralis en cortex orbitofrontalis medialis, (tabel, links), de ventrolaterale prefrontale cortex en ventromediale prefrontale cortex (tabel, midden: aangeduid als VLPFC en VMPFC) en de dorsolaterale prefrontale cortex en dorsomediale prefrontale cortex (tabel, rechts: aangeduid als DLPFC en DMPFC). Soms beschouwt men de laterale en mediale delen van de cortex orbitofrontalis (tabel, links) als onderdelen van de ventrolaterale en ventromediale prefrontale cortex.
| prefrontale cortex |                |                        |                       |                       |                      |
| orbitofrontaal     | orbitofrontaal | ventraal               | ventraal              | dorsaal               | dorsaal              |
| oribitolateraal    | oribitomediaal | ventrolateraal (VLPFC) | ventromediaal (VMPFC) | dorsolateraal (DLPFC) | dorsomediaal (DMPFC) |

## Verbindingen
Er bestaan diverse verbindingen tussen lagere delen van de hersenen en de prefrontale cortex. Zo projecteren delen van de nuclei dorsomediales van de thalamus naar verschillende gebieden in de prefrontale cortex. Ook lopen er zenuwbanen vanuit de basale kernen (o.a. het putamen) via de thalamus naar de prefrontale cortex. Ten slotte bestaan er vele reciproque verbindingen tussen de ventraal mediale delen van de prefrontale cortex en structuren in het limbische systeem zoals de amygdala. Er bestaan eveneens vele verbindingen tussen de prefrontale cortex en andere gebieden in de cortex cerebri. Zo bestaan er vele inputverbindingen tussen het dorsaal laterale deel en de cortex parietalis posterior, en tussen het ventraal laterale deel en de temporale schors.

## Functie
De prefrontale cortex is betrokken bij cognitieve en emotionele functies als beslissingen nemen, plannen, sociaal gedrag en impulsbeheersing. Het dorsolaterale deel (in tabel: DLPFC) is veel in verband gebracht met het werkgeheugen. Men spreekt in dit verband ook wel van executieve functies. Vanwege de connectie met emoties, wordt de prefrontale cortex (met name de cortex orbitofrontalis) tot het limbische systeem gerekend. Ook functies van de ventromediale prefrontale cortex (VMPFC) worden vaak geassocieerd met emotieregulatie. Verschillende circuits die belangrijk zijn voor het transport van de neurotransmitter dopamine hebben uitlopers naar de prefrontale cortex. Over de specifieke functies van de prefrontale cortex wordt nog een uitvoerige discussie gevoerd.

## Ontwikkeling
Net als bij sommige andere delen van de hersenen, vindt er gedurende de hele kindertijd ontwikkeling van de prefrontale cortex plaats. Dit is met name het geval in de puberteit, hetgeen een verklaring kan zijn voor zogenaamd "pubergedrag". De prefrontale schors is niet alleen het laatst 'voltooid' in de ontwikkeling, maar vermoedelijk ook het deel van de hersenen dat het meest kwetsbaar is voor veroudering. Dit verschijnsel noemt men ook wel 'last in first out'. De prefrontale cortex is zeker tot en met het 20e tot 25e levensjaar in ontwikkeling. Vanwege deze ontwikkeling, is de leeftijdsgrens voor alcohol in Nederland van 16 naar 18 verhoogd, omdat alcohol de ontwikkeling van dit hersendeel kan remmen.

## Stoornissen
Bij mensen wier prefrontale cortex beschadigd of niet voldoende ontwikkeld is, ziet men problemen zoals niet kunnen plannen, impulsief beslissingen nemen of juist geen beslissingen kunnen nemen, zich in gezelschap onbehoorlijk of onhandig gedragen en onbeheerst gedrag, zoals drugs- en alcoholmisbruik, seksuele promiscuïteit, met geld smijten en dergelijke. Emotionele ontremming treedt vooral op bij beschadigingen in het orbitofrontale deel (zie ook ventromediale prefrontale cortex). Ook kunnen er problemen zijn met het geheugen, in de vorm van bronamnesie (moeite met het onthouden van de context van informatie) en verstoring van het temporele geheugen (moeite met het onthouden van de volgorde in de tijd van gebeurtenissen of handelingen).